# 长谷川圭一
长谷川圭一（日语：／，1962年2月1日—），出生于日本静冈县热海市的编剧。

## 经历
在日本大学艺术学部电影学毕业后，以未公开的电影《朽烂的手推车》（日语：朽ちた手押し車）首次作为助理导演出道。此后，他参加《太阳的微笑下》的最后一个系列时，转到了美术部担任道具和装饰工作，并参加了如《大猩猩・警視庁捜査第8班》、《Battle Heater》、《丹波哲郎的大灵界）》、《加美拉 大怪兽空中决战》、《加美拉2 雷基翁袭来》等许多影片。
长谷川圭一从上世纪90年代开始写电视剧，从《迪迦·奥特曼》到《银河·奥特曼》第一季，从平成到新生代几乎每一部《奥特系列》都是他的编剧，从1997年的《迪迦·奥特曼》系列开始，长谷川为《奥特系列》所创作的素材逐渐比其他作家多。他直接参与了所有奥特曼角色的设计，直到梦比优斯，并在角色的选择上发挥了重要作用。
1997年，作为《迪迦·奥特曼》剧本装饰工作人员，首次作为编剧出道参加了第22话“大雾来了”。而在同年播出的《戴拿·奥特曼》中担任则首次担任主要编剧，并从1998年播出的《女恶魔人》开始执笔动画作品的剧本。
长谷川在特摄写作领域因其剧本内容上的戏剧性转变而受到称赞。2004年发行的《Hyper Hobby》称赞他是“特摄电视剧”（Tokusatsu Drama）热潮的创造者，风格类似于日本电视剧（J-Drama），而不是传统特摄故事,后者在90年代早期被该杂志的编辑称为“肤浅而无益”（英語：shallow and unproductive）。
在许多采访中，长谷川都曾表示，他认为特摄英雄应该受到某种折磨，必须在逆境中崛起。他认为在70年代和80年代里，这一点的描述非常单薄，因此想把这一方面作为主要的吸引力，而不是特摄广为人知的动作。
对于《奈克瑟斯·奥特曼》，长谷川称这是他一直想要做的项目，他想要展示一种伟大存在的精神，这个“存在”有能力将人们从世俗的生活中提升出来，甚至将某些角色从绝望中拯救出来。长谷川曾说过，如果成文正确，那特摄英雄对成年人就像对孩子一样重要。

## 个人
老家是旅馆的出入商，在母子家庭长大。听说父亲死了，才知道他中学时代就离婚了。而小时候有被周围的人称“怪兽疯子”（怪獣キチガイ），且被扔石头等严重的欺凌经历。
在担任装饰人员时期，在工作的间隙续写以《赛文·奥特曼》为设想的原创剧本，其中的几部是在《迪迦·奥特曼》中写的剧本的原型。
刚出道时，曾参加剧本大赛并落选。原以为自己只能写奥特曼，但他说：“我很烦恼，因为我真正写出的这个故事，反而不像奥特曼”。
喜欢的类型是超越时空和悲剧性爱情故事。从作品来看，他公开宣布自己是《新世纪福音战士》的粉丝。
导演金子修介评价长谷川对特摄很有热情和动力，这也是起用他在《哥斯拉·摩斯拉·王者基多拉 大怪兽总攻击》的理由。金子导演的《加美拉 大怪兽空中决战》中，作为美术助手的长谷川证实，他在准备道具的同时，为能够参加怪兽电影表演而兴高采烈。

## 风格
根据他童年时的实际经历和想法出发，他经常在作品中加入了很多涉及人性的丑恶、内心的黑暗和怨念交织的设定，描写了许多涉及艰难、严肃、沉重的主题。
特别是“正义感的暴走”（日语：正義感の暴走）这个主题，从他第一部主要作品《盖亚·奥特曼》的最后三部作品的时期开始出现，而在《迪迦·奥特曼》中提出主题为“人类奥特曼”时，他采取的立场是“奥特曼和怪物都只是一面之隔，并不是完美的超人，而是人类无法控制的力量的存在”。
自己的动画处女作《女恶魔人》给他巨大的影响，因此对于电影《迪迦·奥特曼：最终圣战》和《奈克瑟斯·奥特曼》中，“我想把恶魔人的世界与奥特曼的世界融合起来。 并重新审视怪兽和奥特曼，将其作为恐惧的对象，而不是情感的对象，并踏入奥特曼的黑暗面。”，但他也回忆说：“我想知道这作为一个英雄，是否正确。”。
另外，喜欢使用不常出现的道具和嘉宾角色的再次登场，因为他作为一个装饰师出生，对小道具和登场人物的感情强烈。另外，在《梦比优斯·奥特曼》中，他把写GUYS全体成员扮演主角的故事作为自己的主题，并让二流怪兽登场。
正如上文，他在展现剧作的同时，当时还在上小学的大儿子对他说：“还真有这种本事。”

## 主要參加作品
※粗體字表示說明擔任劇本統籌的作品。

### 特攝
超人力霸王系列
- 超人力霸王迪卡（1996年，編劇）
- 超人力霸王帝納（1997年，編劇與系列構成）
- 超人力霸王蓋亞（1998年，編劇）
- 超人力霸王高斯（2001年，編劇）
- 超人力霸王納克斯（2004年，編劇皆劇本統籌）
- 超人力霸王梅比斯（2006年，編劇）
- 超人七號X（2007年，編劇）
- 超級銀河大怪獸格鬥（2007年，編劇）
- 銀河大怪獸格鬥NEVER ENDING ODYSSEY（2008年，編劇）
- 超人力霸王銀河（2013年，編劇皆劇本統籌）

假面騎士系列
- 假面騎士W（2009年，編劇）
- 假面騎士Fourze （2011年，編劇）
- 假面騎士Drive （2014年，編劇）
- 假面騎士Ghost（2015年，編劇）
- 假面騎士聖刃（2020年，編劇）
- 假面骑士Gotchard（2023年，编剧）

### 電視劇
- 馬路須加學園3(2012年，編劇）
- AKB驚悚之夜　腎上腺素之夜（2015年，編劇）
- 靈魔之街（2017年，編劇）

### 動畫
- 女惡魔人（1998年）
- The Big O （1999年）
- 機獸新世紀ZOIDS（1999年）
- 機獸新世紀ZERO（2001年）
- 奇鋼仙女ロウラン（2002年）
- 洛克人EXE（2002年）
- 原子小金剛（2003年）
- 火之鳥（2004年）
- 新宇宙飛龍（2005年）
- 鬼太郎（第五作）（2007年，26話擔當劇本統籌）
- 墓場鬼太郎（2008年）
- 毒蛇信條（2009年）
- 巴哈姆特之怒（2014年）
- SSSS.GRIDMAN（2018年）
- 鬼太郎（第六作）（2018年）
- SSSS.DYNAZENON（2021年）

### 電影
超人力霸王系列
- 超人力霸王帝納·光之星的戰士（1998年）
- 超人力霸王蓋亞·超時空之大決戰（1999年）
- 超人力霸王迪卡·最終聖戰（2000年）
- 超人力霸王高斯 第一次接觸（2001年）
- 超人力霸王高斯2 THE BLUE PLANET（2002年）
- 超人力霸王高斯 THE FINAL BATTLE（2003年）
- 超人力霸王 THE NEXT（2004年）
- 超人力霸王梅比斯&超人兄弟世紀之戰（2006年）
- 大決戰!超人力霸王8兄弟（2008年）
- 超人力霸王傳奇（2012年）

其他作品
- 哥吉拉·摩斯拉·王者基多拉 大怪獸總攻擊（2001年）
- TAKAMINE〜アメリカに桜を咲かせた男〜（2011年）
- 我被處刑的未來（2012年）
- 009-1（2013年）
- GRIDMAN UNIVERSE（2023年）

### 非戲院首映
- 假面騎士W RETURNS 假面騎士 Accel（2011年）
- 假面騎士Drive 祕密任務 type ZERO 第0話 倒計時to Global Freeze（2014年）
- Drive SAGA （2016年）